# Scipione Ugoni

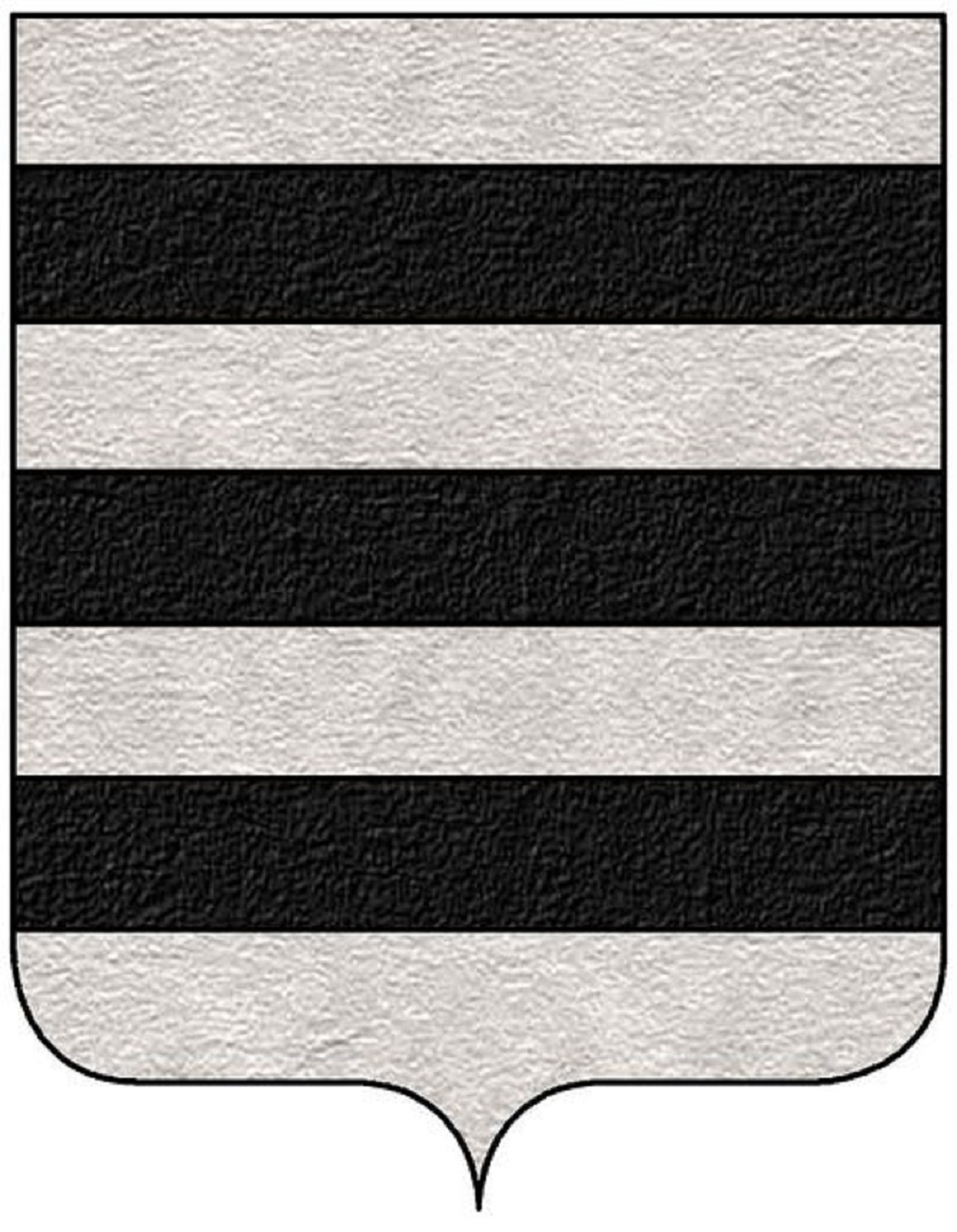
Probabile stemma degli Ugoni non comitali

Scipione Ugoni (Brescia, XV secolo – Costabissara, 7 ottobre 1513) è stato un generale mercenario italiano,  al servizio della Repubblica di Venezia.

## Biografia
Nacque a Brescia in un'aristocratica famiglia in un anno imprecisato della metà del Quattrocento. Avviato da giovane alla carriera delle armi con il fratello Bernardino (+1515 ca.) si schierò fin dall'inizio a favore della potente Repubblica di Venezia. Le prime notizie del condottiero risalgono al 1510, quando  nel corso della Guerra della Lega di Cambrai  risultava operativo a Gradisca d'Isonzo al comando di un centinaio di fanti, ove contribuì a respingere un forte attacco degli imperiali tedeschi portato da 200 cavalieri, 1 000 fanti e moltissimi contadini.
Nel settembre del 1511 abbandonò Cividale del Friuli con il capitano Antonio da Patrasso per rifugiarsi a Marano Lagunare ove fu respinto perché nella sua compagnia militavano persone sospette di scarsa fedeltà a Venezia. In ottobre fu comandato alla difesa di Treviso dove si segnalò per coraggio e capacità. Seguì poi Renzo di Ceri nella sua spedizione in Friuli. Nell'estate del 1512 si recò nei territori bresciani con 258 fanti e partecipò all'assedio di Brescia al comando di 100 fanti inquadrato nella prima squadra che dovette assalire le mura della città.
Nel maggio del 1513 ricevette il compito dal provveditore salodiano Daniele Dandolo di difendere la Riviera di Salò, minacciata dagli imperiali, affiancato dai “connestabili” Maffeo Cagnolo e Francesco Calzone: alla testa di 300 fanti, cui si unirono gli abitanti di Gargnano, attaccò Malcesine e ne espugnò il castello uccidendo 18 terazzani e perdendo 3 uomini; nell'azione catturò il castellano tedesco ed un  ricco cittadino veronese, che furono condotti prigionieri a Salò assieme ad un notevole bottino. Tra maggio e giugno invase per ben tre volte la Val Vestino scontrandosi con le truppe dei conti di Lodrone, saccheggiò ogni cosa, specialmente a Magasa e Cadria.
Nel luglio, Bartolomeo d'Alviano, comandante militare al soldo dei francesi e veneziani, lo destinò con Vigo da Perugia e Bartolomeo della Barba, tutti capitani di ventura, alla difesa di Peschiera del Garda con 500 fanti, assediata dagli imperiali tedeschi scesi da Trento e dalla Valle dell'Adige e diretti alla conquista di Bergamo. Si comportò valorosamente respingendo con i suoi uomini un primo assalto spagnolo causando una perdita di 150 soldati fra gli assaltatori. Con la resa della fortezza fu catturato dal connestabile Francesco Maldonado, che gli impose una taglia di 100 ducati per essere liberato. Rilasciato, riparò a Venezia ove con l'autorizzazione del Consiglio dei Pregadi ricostituì nuovamente la sua compagnia di mercenari al campo veneziano di Padova.
Morì nella Battaglia de La Motta il 7 ottobre del 1513 combattendo valorosamente contro gli spagnoli di Ramon de Cardona.